# Aphis impatientis
Aphis impatientis är en insektsart som beskrevs av Thomas 1878. Aphis impatientis ingår i släktet Aphis och familjen långrörsbladlöss. Inga underarter finns listade i Catalogue of Life.